# Resolució 1410 del Consell de Seguretat de les Nacions Unides
La Resolució 1410 del Consell de Seguretat de les Nacions Unides fou adoptada per unanimitat el 17 de maig de 2002. Després de recordar les resolucions anteriors sobre Timor Oriental (Timor-Leste), en particular les resolucions 1272 (1999), 1338 (2001) i 1392 (2002) el Consell va establir la Missió de Suport de les Nacions Unides a Timor Oriental (UNMISET) per reemplaçar l'Administració de Transició de les Nacions Unides a Timor Oriental (UNTAET).

## Resolució

### Observacions
El Consell de Seguretat va encomiar al poble de Timor Oriental per apropar el territori al punt d'independència i va elogiar la celebració reeixida de les eleccions legislatives i presidencials. Va donar la benvinguda a les mesures adoptades pels líders de Timor Oriental per establir bones relacions amb els estats veïns, però va assenyalar que les institucions al territori es mantenien fràgils i que necessitaven assistència.
Va donar la benvinguda a la recomanació del secretari general Kofi Annan per establir una missió successora de la UNTAET durant 2 anys. A més, el Consell va reconèixer reptes a curt i llarg termini per a la seguretat i l'estabilitat de Timor Oriental.

### Actes
La UNMISET fou establerta per un període inicial de dotze mesos a partir del 20 de maig de 2002. El seu mandat obligarà a l'assistència a estructures administratives bàsiques, a l'aplicació de les lleis provisionals i a la seguretat i contribuirà al manteniment de la seguretat de Timor Oriental. L'operació estarà encapçalada pel Representant Especial del Secretari General i constarà d'un component policial de 1.250 oficials i un component militar amb una força de fins a 5.000 efectius, inclosos 120 observadors. Es va demanar que donés efecte als següents programes:
(a) Estabilitat, democràcia i justícia;
(b) Seguretat pública i aplicació de la llei;
(c) Seguretat externa i control de fronteres.
El progrés cap a la realització dels programes es mantindrà en revisió amb una reducció de la mida de la UNMISET que tindrà lloc el més aviat possible. El Consell també va decidir que l'operació estigués vinculada pels principis de drets humans reconeguts internacionalment i que pogués adoptar totes les mesures necessàries per complir el seu mandat en virtut del Capítol VII de la Carta de les Nacions Unides. Durant un període de dos anys, s'esperava que UNMISET representés responsabilitats operatives a les autoritats de Timor Oriental.
Es va instar a la comunitat internacional a proporcionar assistència durant l'establiment de la Policia Nacional de Timor Oriental i la Forces de Defensa de Timor Oriental. La resolució exigia la conclusió de tots els acords i arranjaments com ara l'Acord d'Estatut de Forces per donar efecte al mandat de la UNMISET. Va donar la benvinguda als progressos realitzats entre Timor Oriental i Indonèsia en la resolució de problemes i va destacar la importància de la cooperació entre els dos governs.
Finalment, es va demanar al secretari general que informés al Consell sobre la situació, informant cada sis mesos sobre la qüestió.